# Припишний Андрій Володимирович
Андрій Володимирович Припишний, позивний «Шегі» (21 жовтня 1997, с. Зрайки, Київська область — 15 квітня 2022, м. Маріуполь, Донецька область) —  санітар медичного пункту 2-го батальйону оперативного призначення ОЗСП «Азов». Загинув при прориві на «Азовсталь» 

## Життєпис
Народився 21 жовтня 1997 у селі Зрайки, Київської області. Після закінчення школи вступив до медичного коледжу. Будучи студентом індустріально-педагогічного технікуму потрапив на завод "Атек" де є база полку "Азов", незабаром пройшов відбір у полк. Став солдатом за контрактом, санітар 2-го відділення 1-го взводу оперативного призначення 2-ї роти оперативного призначення 2-го батальйону оперативного призначення ОЗСП Азов. 5 березня 2022 року в одному з боїв отримав непроникне поранення грудної клітини, але, попри все, продовжив захищати Батьківщину . 

## Загибель
Загинув вночі 15 квітня підчас прориву на "Азовсталь". В БТР, в якому Припишний з побратимами рухалися через міст, влучив снаряд, машина впала у воду. 29 серпня 2022 з Андрієм попрощалися у Києві. Указом Президента України за особисту мужність, самовідданість, виявлені у захисті державного суверенітету та територіальної цілісності України, вірність військовій присязі солдата Андрія Припишного нагороджено медаллю "За військову службу Україні" .
В полку медиком також служила його кохана Юлія Зубченко, котра загинула 8 травня 2022 в шпиталі в бункері на території заводу Азовсталь через влучання авіабомби .